# Klaus Neitmann

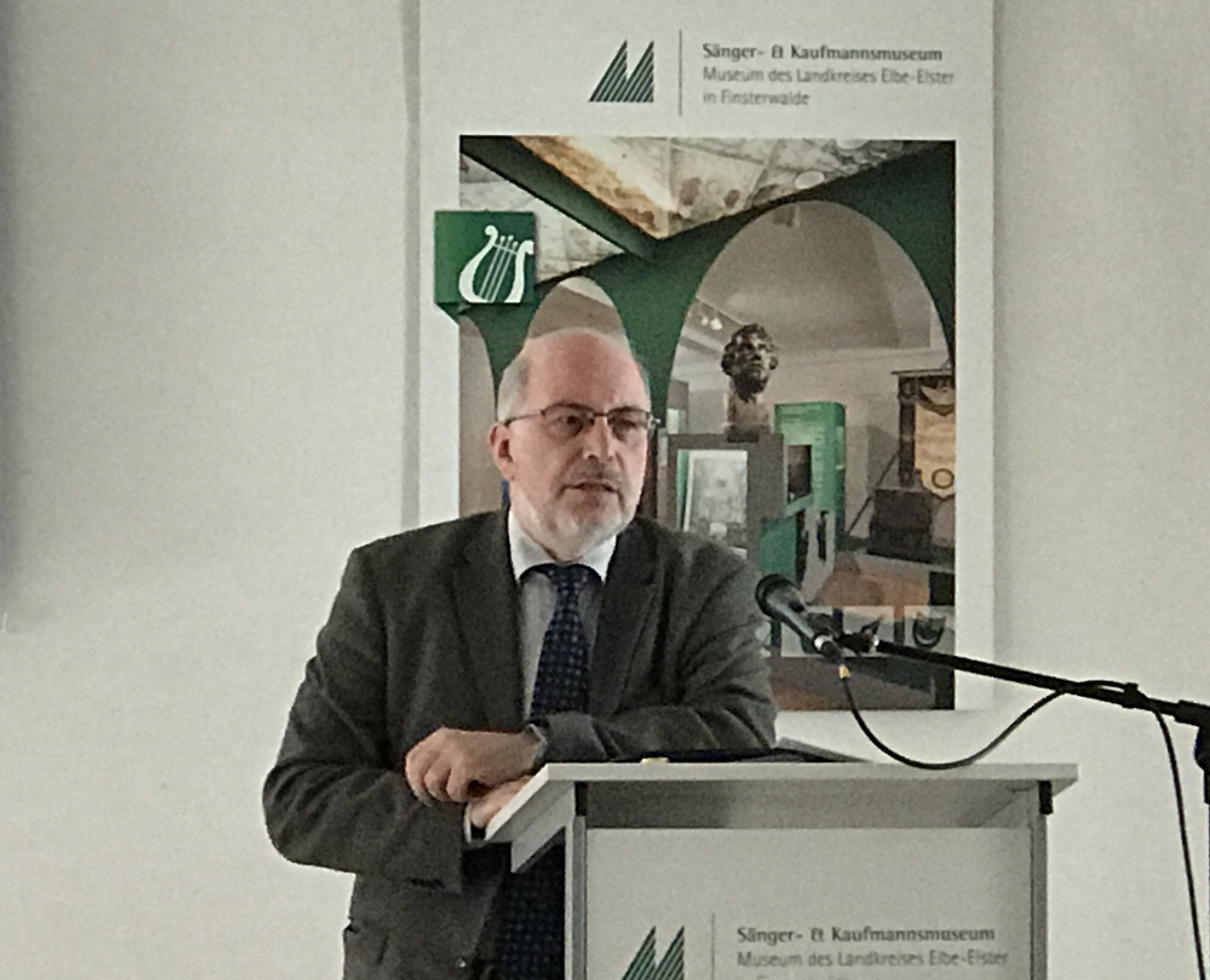
Klaus Neitmann bei einem Vortrag im Kreismuseum Finsterwalde 2017

Klaus Neitmann (* 22. August 1954 in Minden, Westfalen) ist ein deutscher Archivar und Historiker. Er war von 1993 bis 2020 Direktor des Brandenburgischen Landeshauptarchivs.

## Leben und Wirken
Klaus Neitmann wurde als Sohn von August und Hildegard Neitmann, geb. Lübbert geboren. Nach dem Abitur 1973 in Minden leistete er 1973 bis 1974 seinen Grundwehrdienst ab. Von 1974 bis 1979 studierte er Geschichte und Romanistik (französisch) an der Universität Göttingen und schloss dieses Studium 1979 mit dem Magister sowie 1983 mit dem Staatsexamen in beiden Fächern ab. 1984 wurde er zum Dr. phil. promoviert. 1984 bis 1986 absolvierte er eine Ausbildung zum wissenschaftlichen Archivar im Geheimen Staatsarchiv Preußischer Kulturbesitz in Berlin und an der Archivschule Marburg. Anschließend war er von 1986 bis 1993 Archivar am Geheimen Staatsarchiv Preußischer Kulturbesitz. Seit 1993 bis zu seiner Pensionierung zum 1. Mai 2020 (Nachfolger ist Mario Glauert) war er Direktor des Brandenburgischen Landeshauptarchivs in Potsdam. 2008 habilitierte er sich und ist seitdem auch Privatdozent an der Universität Potsdam.
Neitmann erforscht die mittelalterliche deutsche Geschichte, die Geschichte des Deutschen Ordens sowie die brandenburgische und preußische Geschichte. Er ist Mitherausgeber der Zeitschriften Preussenland, Jahrbuch für die Geschichte Mittel- und Ostdeutschlands, Blätter für deutsche Landesgeschichte und Herausgeber der Schriftenreihen Veröffentlichungen des Brandenburgischen Landeshauptarchivs, Quellen, Findbücher und Inventare des Brandenburgischen Landeshauptarchivs und Brandenburgische historische Studien. Er ist Vorsitzender der Brandenburgischen Historischen Kommission und Mitglied der Historischen Kommission für Ost- und Westpreußische Landesforschung, der Preußischen Historischen Kommission, der Baltischen Historischen Kommission, der Historischen Kommission zu Berlin und der Vereinigung für Verfassungsgeschichte.
Neitmann ist verheiratet und hat vier Kinder.

## Veröffentlichungen
Neitmann publizierte mehr als 130 Fachartikel in Zeitschriften und Sammelbänden sowie folgende Monografien:
- Klaus Conrad, Klaus Neitmann, Ernst Manfred Wermter (Beitr.); Udo Arnold (Hrsg.): Ordensherrschaft, Stände und Stadtpolitik. Zur Entwicklung des Preußenlandes im 14. und 15. Jahrhundert (= Schriftenreihe Nordost-Archiv, Heft 25; = Tagungsberichte der Historischen Kommission für Ost- und Westpreussische Landesforschung, Heft 5). Nordostdeutsches Kulturwerk, Lüneburg 1985, ISBN 3-922296-30-0.
- Klaus Neitmann: Die Staatsverträge des Deutschen Ordens in Preußen 1230–1449. Studien zur Diplomatie eines spätmittelalterlichen deutschen Territorialstaates (= Neue Forschungen zur brandenburg-preußischen Geschichte, Band 6). Böhlau, Köln/Wien 1986, ISBN 3-412-05185-3; zugleich: Dissertation, Universität Göttingen, 1983/84.
- Klaus Neitmann: Der Hochmeister des Deutschen Ordens in Preußen. Ein Residenzherrscher unterwegs. Untersuchungen zu den Hochmeisteritineraren im 14. und 15. Jahrhundert (= Veröffentlichungen aus den Archiven Preußischer Kulturbesitz, Band 30). Böhlau, Köln/Wien 1990, ISBN 3-412-16789-4.
- Klaus Neitmann, Kathrin Schröder und Kärstin Weirauch: „Ist Zierde des Landes gewest“. Lübben (Spreewald) im Spiegel archivalischer Quellen (= Einzelveröffentlichung des Brandenburgischen Landeshauptarchivs, Band 2). Be.bra-Wissenschafts-Verlag, Berlin 2006, ISBN 3-937233-28-8.

als (Mit-)Herausgeber:
- Klaus Neitmann (Hrsg.): Landtag des Landes Brandenburg 1945–1952 (Ld. Br. Rep. 201) (= Findbücher und Inventare des Brandenburgischen Landeshauptarchivs, Band 1). Brandenburgisches Landeshauptarchiv, Potsdam 1994.
- Friedrich Beck, Klaus Neitmann (Hrsg.): Brandenburgische Landesgeschichte und Archivwissenschaft. Festschrift für Lieselott Enders zum 70. Geburtstag (= Veröffentlichungen des Brandenburgischen Landeshauptarchivs, Band 34). Böhlau, Weimar 1997, ISBN 3-7400-0888-1.
- Lieselott Enders, Klaus Neitmann (Hrsg.): Brandenburgische Landesgeschichte heute (= Brandenburgische historische Studien, Band 4). Verlag für Berlin-Brandenburg, Potsdam 1999, ISBN 3-930850-72-9.
- Klaus Neitmann (Hrsg.): Im Dienste von Verwaltung, Archivwissenschaft und brandenburgischer Landesgeschichte. 50 Jahre Brandenburgisches Landeshauptarchiv. Beiträge der Festveranstaltung vom 23. Juni 1999 (= Quellen, Findbücher und Inventare des Brandenburgischen Landeshauptarchivs, Band 8). Lang, Frankfurt am Main u. a. 2000, ISBN 3-631-36532-2.
- Winfried Meyer, Klaus Neitmann (Hrsg.): Zwangsarbeit während der NS-Zeit in Berlin und Brandenburg. Formen, Funktion, Rezeption (= Bibliothek der brandenburgischen und preußischen Geschichte, Band 7). Verlag für Berlin-Brandenburg, Potsdam 2001, ISBN 3-932981-31-6.
- Klaus Neitmann, Jürgen Theil (Hrsg.), Olaf Gründel (Mitw.): Die Herkunft der Brandenburger. Sozial- und mentalitätsgeschichtliche Beiträge zur Bevölkerung Brandenburgs vom hohen Mittelalter bis zum 20. Jahrhundert (= Brandenburgische historische Studien, Band 9; = Arbeiten des Uckermärkischen Geschichtsvereins zu Prenzlau, Band 4). Verlag für Berlin-Brandenburg, Potsdam 2001, ISBN 3-935035-11-X.
- Klaus Neitmann (Hrsg.): Das brandenburgische Städtewesen im Übergang zur Moderne. Stadtbürgertum, kommunale Selbstverwaltung und Standortfaktoren vom preußischen Absolutismus bis zur Weimarer Republik (= Veröffentlichungen des Brandenburgischen Landeshauptarchivs, Band 43). Berlin-Verlag Spitz, Berlin 2002, ISBN 3-8305-0164-1.
- Friedrich Beck (Autor); Klaus Neitmann (Hrsg.): Ausgewählte Aufsätze aus den Jahren 1956–2000. Beiträge zur thüringischen und brandenburgischen Landesgeschichte und zu den historischen Hilfswissenschaften (= Schriftenreihe des Wilhelm-Fraenger-Instituts Potsdam, Band 4). Verlag für Berlin-Brandenburg, Potsdam 2003, ISBN 3-935035-38-1.
- Klaus Neitmann (Hrsg.): Aus der brandenburgischen Archivalienkunde. Festschrift zum 50jährigen Jubiläum des Brandenburgischen Landeshauptarchivs (= Veröffentlichungen des Brandenburgischen Landeshauptarchivs, Band 40). BWV, Berliner Wiss.-Verlag, Berlin 2003, ISBN 3-8305-0161-7.
- Klaus Neitmann (Hrsg.): Im Schatten mächtiger Nachbarn. Politik, Wirtschaft und Kultur der Niederlausitz zwischen Böhmen, Sachsen und Brandenburg-Preußen (= Brandenburgische historische Studien, [Band 5]; = Einzelveröffentlichung des Brandenburgischen Landeshauptarchivs, Band 3). Be.bra-Wissenschaft-Verlag, Berlin und Brandenburg 2006, ISBN 3-937233-23-7.
- Klaus Neitmann (Hrsg.): Die Ballei Brandenburg des Johanniterordens. Findbuch zum Bestand Rep. 9 B des Brandenburgischen Landeshauptarchivs (= Quellen, Findbücher und Inventare des Brandenburgischen Landeshauptarchivs, Band 18). Lang, Frankfurt am Main u. a. 2006, ISBN 3-631-54985-7.
- Klaus Neitmann (Hrsg.): Der erste „Tag der Brandenburgischen Orts- und Landesgeschichte“. Dokumentation der Tagung vom 6. November 2005 in Potsdam und Leitfaden für Ortschronisten in Brandenburg (= Einzelveröffentlichungen der Brandenburgischen Historischen Kommission, Band 9; = Einzelveröffentlichung des Brandenburgischen Landeshauptarchivs, Band 3). Brandenburgisches Landeshauptarchiv, Potsdam 2006.
- Heinz-Dieter Heimann, Klaus Neitmann, Winfried Schich u. a. (Hrsg.): Brandenburgisches Klosterbuch. Handbuch der Klöster, Stifte und Kommenden bis zur Mitte des 16. Jahrhunderts (= Brandenburgische historische Studien, Band 14). Be.bra-Wissenschaft-Verlag, Berlin 2007, ISBN 978-3-937233-26-0.
- Günter Bayerl, Klaus Neitmann (Hrsg.): Brandenburgs Mittelstand. Auf dem langen Weg von der Industrialisierung zur Marktwirtschaft des 21. Jahrhunderts (= Cottbuser Studien zur Geschichte von Technik, Arbeit und Umwelt, Band 33; = Einzelveröffentlichungen der Brandenburgischen Historischen Kommission, Band 15). Waxmann, Münster u. a. 2008, ISBN 978-3-8309-2049-6.
- Klaus Neitmann, Heinz-Dieter Heimann (Hrsg.): Spätmittelalterliche Residenzbildung in geistlichen Territorien Mittel- und Nordostdeutschlands (= Studien zur brandenburgischen und vergleichenden Landesgeschichte, Band 2; = Veröffentlichungen des Museums für Brandenburgische Kirchen- und Kulturgeschichte des Mittelalters, Band 3). Lukas-Verlag, Berlin 2009, ISBN 978-3-86732-016-0.
- Klaus Neitmann, Winfried Schich (Hrsg.): Geschichte der Stadt Prenzlau (= Einzelveröffentlichungen der Brandenburgischen Historischen Kommission, Band 16). Geiger, Horb am Neckar 2009, ISBN 978-3-86595-290-5.
- Joachim Müller, Klaus Neitmann, Franz Schopper (Hrsg.): Wie die Mark entstand. 850 Jahre Mark Brandenburg (= Forschungen zur Archäologie im Land Brandenburg, Band 11; = Einzelveröffentlichung des Brandenburgischen Landeshauptarchivs, Band 9). Brandenburgisches Landesamt für Denkmalpflege und Archäologisches Landesmuseum, Wünsdorf 2009, ISBN 978-3-910011-56-4.
- Friedrich Beck, Kristina Hübener, Klaus Neitmann, Manfred Görtemaker (Hrsg.): Brandenburg. Neues altes Land. Geschichte und Gegenwart (= Brandenburgische historische Studien, Band 15). Be.bra-Wissenschafts-Verlag, Berlin/Brandenburg 2010, ISBN 978-3-937233-66-6.
- Klaus Neitmann, Friedrich Beck (Hrsg.): Lebensbilder brandenburgischer Archivare und Landeshistoriker. be.bra wissenschaft, Berlin 2013, ISBN 978-3-937233-90-1.
- Klaus Neitmann, Ilgvars Misāns: Leonid Arbusow (1882–1951) und die Erforschung des mittelalterlichen Livlands. Böhlau, Köln u. a. 2014, ISBN 978-3-412-22214-7 (= Quellen und Studien zur baltischen Geschichte, Band 24).